# Eleccions parlamentàries finlandeses de 1991
Les eleccions parlamentàries finlandeses del 1991 es van celebrar el 17 de març de 1991. El partit més votat fou el Partit del Centre i el seu cap Esko Aho fou nomenat primer ministre de Finlàndia amb un govern de coalició.

## Resultats
Resum dels resultats electorals de 17 de març de 1991 al Parlament finlandès:
|                                                                       | Partit del Centre                   | 676.717   | 24,83 | 55  | +15 |
|                                                                       | Partit Socialdemòcrata de Finlàndia | 603.080   | 22,12 | 48  | -8  |
|                                                                       | Partit de la Coalició Nacional      | 526.427   | 19,31 | 40  | -13 |
|                                                                       | Aliança d'Esquerra                  | 274.639   | 10,08 | 19  | +3  |
|                                                                       | Lliga Verda                         | 185.894   | 6,82  | 10  | +6  |
|                                                                       | Partit Popular Suec                 | 149.476   | 5,48  | 11  | -1  |
|                                                                       | Lliga Cristiana de Finlàndia        | 83.185    | 3,05  | 8   | +3  |
|                                                                       | Partit Rural de Finlàndia           | 132.133   | 4,85  | 7   | -2  |
|                                                                       | Partit Popular Liberal              | 21.210    | 0,78  | 1   | +1  |
|                                                                       | Representants de les Illes Aland    | 9.344     |       | 1   |     |
|                                                                       | Total (participació 68,4%)          | 2.776.984 | 100.0 | 200 |     |
| Font: Eduskuntavaalit 1927–2003 Arxivat 2007-10-02 a Wayback Machine. |                                     |           |       |     |     |